# Traduire (Apple)
Traduire (en anglais : Translate) est une application de traduction développée par Apple qui est introduite avec iOS 14. Elle peut aussi bien traduire des phrases écrites que dictées à l'oral, et prend en charge vingt langues. Toutes les traductions sont traitées par le processeur neuronal de l'appareil et peuvent donc être traitées hors ligne,,.

## Histoire
L’application était déjà en bêta test en interne chez Apple depuis 2017. Siri pouvait également déjà traduire des phrases.
L'application est annoncée lors de la conférence mondiale des développeurs Apple (WWDC) en juin 2020 et est installée sur tous les appareils iOS effectuant la mise à jour vers iOS 14.
Le 20 septembre 2021, l'application pour iPad est lancée avec iPadOS 15
iOS 16 offre la possibilité de traduire directement depuis l'appareil photo.
iOS 17 apporte de nouvelles fonctionnalités comme la possibilité de choisir le genre de mot et un nouveau design pour l'application.
iOS 17.2 ajoute une fonction traduire pour le bouton action de l'iPhone 15 Pro.
Le 10 juin 2024, l'application Traduire devient disponible sur Apple Watch avec watchOS 11.

## Fonctionnalités
Voici les fonctionnalités disponibles : 
- Traduire du texte depuis différentes langues (traduction vocale incluse)
- Il est possible grâce à la section "Conversation" de l'application de traduire une conversation entre vous et un interlocuteur de langue étrangère (texte ou dictée).
- Traduire depuis l'appareil photo
- Télécharger des langues pour les utiliser en mode hors ligne
- Fonction dictionnaire (toucher un mot pour avoir sa définition)
- Enregistrer les expressions favorites
- L’application permet de traduire n’importe quel texte/mot en le sélectionnant, il sera possible de remplacer le texte sélectionné dans une autre langue.

### Langues
Voici les langues prises en charge par l'application avec leur date de sortie, : 
| Langue                 | Date d'ajout |
| ---------------------- | ------------ |
| Arabe                  | 2020         |
| Chinois (simplifié)    | 2020         |
| Chinois (traditionnel) | 2021         |
| Néerlandais            | 2022         |
| Anglais (R.-U.)        | 2020         |
| Anglais (É.-U.)        | 2020         |
| Français               | 2020         |
| Allemand               | 2020         |
| Indonésien             | 2022         |
| Italien                | 2020         |
| Japonais               | 2020         |
| Coréen                 | 2020         |
| Polonais               | 2022         |
| Portugais (Brésil)     | 2020         |
| Russe                  | 2020         |
| Espagnol               | 2020         |
| Thaïlandais            | 2022         |
| Turc                   | 2022         |
| Ukrainien              | 2023         |
| Hindi                  | 2024         |
| Vietnamien             | 2022         |

### Développeurs
Lors de la WWDC24, Apple annonce une nouvelle API pour que les développeurs puissent intègre l’outil de traduction d’Apple dans leur application.

## Réception
L’application avait pour but de concurrencer Google Traduction. Elle est plutôt bien accueillis par la critique mais il est à noter que l’application manque de langue contrairement à son concurrent qui en possède plus de 100 contre 21 pour le logiciel d’Apple. La critique observe également un traduction très littéral pour le logiciel d’Apple.